# Alfeo Bertin
Alfeo Bertin (La Spezia, 26 marzo 1930 – Viareggio, 12 giugno 1972) è stato un traduttore, critico letterario e poeta italiano.

## Biografia
Alfeo Bertin nasce a La Spezia il 26 marzo del 1930.
Trasferitosi a Viareggio nel dopoguerra, compì studi classici, diplomandosi presso il Ginnasio Giosuè Carducci di Viareggio nell'anno scolastico 1950/51, per poi andare a Milano.
La conoscenza di alcune lingue tra cui quelle slave, ebraico, tedesco e russo e l'amicizia con Mario Tobino gli permise di lavorare per case editrici come Garzanti e Feltrinelli.
A Milano strinse amicizia con Elio Vittorini (con il quale collaborò a traduzioni dello scrittore Jurij Kazakov per la Mondadori) e Piero Manzoni. Importanti in quegli anni i suoi contributi critici su varie riviste letterarie come Il Ponte, Sipario e L'Illustrazione Italiana.
Collaborò a Il Verri di Luciano Anceschi come traduttore e con contributi critici: alcuni suoi scritti furono raccolti da Umberto Eco nella rubrica Diario minimo insieme a testi di Gillo Dorfles, Luciano Erba, Giuseppe Pontiggia, Furio Colombo, Fausto Curi, Andrea Bruno Mosetti, Alfredo Giuliani, Edoardo Sanguineti, Sandro Bajini, Giorgio Mannacio, Giovanni Giudici, Folco Portinari, Attilio Veraldi e Bruno Munari.
A lui si deve la prima traduzione italiana del poeta Evgenij Aleksandrovič Evtušenko (La Stazione di Zimà).
Si ricordano anche le traduzioni scientifiche come i saggi Teoria e terapia delle nevrosi del neurologo Viktor Frankl ed È possibile il trapianto di organi vitali? del chirurgo e scienziato Vladimir Petrovič Demichov, famoso per i suoi esperimenti sui cani a due teste.
Dopo il divorzio girovagò in varie pensioni intorno a Corso Buenos Aires fino al ritorno, nell'estate del 1963, a Viareggio. Senza fissa dimora visse una vita difficile, dipingendo e scrivendo poesie. Fu anche ricoverato all'Ospedale Psichiatrico di Maggiano.
Come pittore la sua unica mostra conosciuta tenutasi in vita fu allestita nel 1972 presso il Bar Manetti sul Lungomare della Passeggiata di Viareggio. Nel 1987 il "Circolo Culturale Filippo Turati" promuove in collaborazione con il Comune di Viareggio presso il Palazzo delle Muse una esposizione di suoi quadri. Nel 2010 presso Maffei Arte Contemporanea di Viareggio viene realizzata una mostra di poesie e dipinti inediti a cura di Marco Maffei e Fabio Flego.
Il suo corpo senza vita fu trovato sulla spiaggia di Viareggio il 12 giugno 1972, dove si compì, un secolo prima, lo stesso destino del poeta inglese Percy Bysshe Shelley.

## Opere
- Finché di un tratto, Luci del Porto
- Incablox, Luci del Porto

## Scritti
- La critica Sovietica su Il Verri, n.4, agosto 1959, anno III, Edizioni Rusconi e Paolazzi Editori, Milano.
- Non stirare con il ferro troppo caldo su Il Ponte, n.12, dicembre 1959, anno XV, La Nuova Italia, Firenze.
- Gli “indifferenti” giovani eroi del teatro russo su Sipario, n. 169, maggio 1960, anno XIV, Bompiani, Milano.
- La nozione di realismo nella critica contemporanea sovietica su Rivista di Estetica, Fascicolo II, maggio/agosto 1960, anno V, Editrice Rivista di Estetica, Padova.
- Un’occhiata alla giovane poesia russa su L’Illustrazione Italiana, n.6, giugno 1961, anno 88, Garzanti, Milano.

## Omaggi
- Nel 2016 l'Associazione delle Istituzioni di Cultura Italiana con il Ministero dei beni e delle attività culturali e del turismo del Governo della Repubblica Italiana lo hanno inserito nel melologo I Maudits con Arthur Rimbaud, Vincent Van Gogh, Allen Ginsberg e Caterina Saviane[7].